# Türkiye Kupası 2013/14
Der Türkische Fußballpokal 2013/14 ist die 52. Austragung des Fußballpokalwettbewerbs der Herren.
Der türkische Pokalsieger erhält das Startrecht in der letzten Qualifikationsrunde zur UEFA Europa League 2014/15. Ist der Pokalsieger bereits über die Süper Lig für die UEFA Champions League (beziehungsweise deren Qualifikation) qualifiziert, ist der Verlierer des Finales für die 2. Qualifikationsrunde der Europa League qualifiziert. Wenn sich auch dieser bereits für den Europapokal qualifiziert ist, ist der Fünftplatzierte der Süper Lig 2013/14 für die 2. Qualifikationsrunde der Europa League qualifiziert.
Es werden insgesamt 158 Teams am diesjährigen Pokalwettbewerb teilnehmen. Damit wurde die Teilnehmerzahl zur Vorsaison um zwei Mannschaften erhöht.
Galatasaray Istanbul gewann das Finale mit einem 1:0-Sieg und wurde zum 15. Mal in der Vereinsgeschichte Pokalsieger.

## Teilnehmende Mannschaften
Für den türkischen Pokal waren folgende 158 Mannschaften teilnahmeberechtigt:
| Süper Lig die 18 Vereine der Saison 2013/14 | PTT 1. Lig die 19 Vereine der Saison 2013/14 | TFF 2. Lig die 36 Vereine der Saison 2013/14 | TFF 3. Lig die 54 Vereine der Saison 2013/14 | Bölgesel Amatör Lig 31 Mannschaften |
| Akhisar Belediyespor Beşiktaş Istanbul Bursaspor Çaykur Rizespor Eskişehirspor Fenerbahçe Istanbul Galatasaray Istanbul Gaziantepspor Gençlerbirliği Ankara Kardemir Karabükspor Kasımpaşa Istanbul Kayseri Erciyesspor Kayserispor Medical Park Antalyaspor Sanica Boru Elazığspor Sivasspor Torku Konyaspor Trabzonspor | 1461 Trabzon Adana Demirspor Adanaspor Ankaraspor Balıkesirspor Boluspor Bucaspor Denizlispor Fethiyespor Gaziantep BB Istanbul BB Kahramanmaraşspor Karşıyaka SK Manisaspor Mersin İdman Yurdu Orduspor Samsunspor Şanlıurfaspor TKİ Tavşanlı Linyitspor | Alanyaspor Altay Izmir Altınordu Izmir Aydınspor 1923 Anadolu Selçukluspor Bandırmaspor Bayrampaşaspor Bozüyükspor Dardanelspor Diyarbakır BB Eyüpspor Çankırıspor Gaziosmanpaşaspor Giresunspor Göztepe Izmir Gümüşhanespor Hatayspor İnegölspor İskenderun DÇ Istanbul Güngörenspor Kartalspor Kırklarelispor Kızılcahamamspor Körfez FK MKE Ankaragücü Nazilli Belediyespor Ofspor Pazarspor Pendikspor Polatlı Bugsaşspor Sarıyer SK Tarsus İdman Yurdu Tepecikspor Tokatspor Turgutluspor Yeni Malatyaspor | 1930 Bafraspor 68 Yeni Aksarayspor Adıyamanspor Ankara Adliyespor Ankara Demirspor Ankara Şekerspor Arsinspor Ayvalıkgücü Balçova Belediyespor Batman Petrolspor Belediye Bingölspor Belediye Vanspor Bergama Belediyespor Beylerbeyi SK Bursa Nilüferspor Çorum Belediyespor Darıca Gençlerbirliği Denizli Belediyespor Derince Belediyespor Düzyurtspor Elazığ Belediyespor Erzurum BB Localtime Fatih Karagümrük Gölcükspor Hacettepe SK Istanbul Çıksalınspor İstanbulspor Kahramanmaraş Belediyespor Kayseri Şekerspor Keçiörengücü Kırıkhanspor Kızılcabölükspor Kocaelispor Maltepespor Manavgat Evrensekispor Menemen Belediyespor Orhangazispor Payas Belediyespor 1975 Erzincan Refahiyespor Sakaryaspor Sancaktepe Belediyespor Elibol Sandıklıspor Silivrispor Siirtspor Sivas 4 Eylül Belediyespor Tekirova Belediyespor Trabzon Akçaabat FK Tuzlaspor Ümraniyespor Ünyespor Üsküdar Anadolu Yeşil Bursa SK Yozgatspor Yeni Diyarbakırspor | Arhavispor Armutlu Belediyespor Ayancik Belediyespor Bartınspor Bayburt İl Özel İdare Beyköy Belediyespor Bucak Belediye Oğuzhanspor Cizre Basraspor Dersimspor Edirnespor Gençlik Girmeli Belediyespor Göle Belediyespor Iğdır Gençlerbirliği İspartaspor Karaman Belediyespor Karsspor Kilis Belediyespor Merzifonspor MKE Kırıkkalespor Muş Ovasıspor Nevşehirspor Gençlik Niğde Belediyespor Osmaniyespor 2011 Patnos Gençlikspor Tatvan Gençlerbirliği Spor Tekirdağspor Tosya Belediyespor Uşak Sportif Yeşil Kırşehirspor Yüksekova Belediyespor Zonguldak Kömürspor |

## Qualifikationsrunde
Die Auslosung für die Qualifikationsrunde fand am 15. August 2013 statt. In der Saison 2012/13 ergab die Auslosung, in der regionale Kriterien berücksichtigt und Mannschaften aus Provinzen ausgewählt wurden, die die geringste Anzahl an Vereinen im Senioren- und Juniorenbereich aufwiesen, folgende Begegnungen:
| Datum            |                            | Ergebnis  |                      |
| ---------------- | -------------------------- | --------- | -------------------- |
| 01.09. 15:00 Uhr | Karaman Belediyespor       | 1:0 (1:0) | Kilis Belediyespor   |
| 01.09. 15:00 Uhr | Göle Belediyespor          | 1:0 (1:0) | Karsspor             |
| 01.09. 15:00 Uhr | Yüksekova Belediyespor     | 1:2 (0:0) | Cizre Basraspor      |
| 01.09. 15:00 Uhr | Patnos Gençlikspor         | 0:3 (0:1) | Iğdır Gençlerbirliği |
| 01.09. 15:00 Uhr | Tatvan Gençlerbirliği Spor | 1:0 (1:0) | Dersimspor           |

## 1. Hauptrunde
Die Auslosung für die 1. Hauptrunde fand am 4. September 2013 statt. Für die 1. Hauptrunde waren zur Teilnahme berechtigt: die fünf Sieger aus der Qualifikationsrunde, die 26 Vereine aus der Bölgesel Amatör Lig sowie die 54 Vereine aus der TFF 3. Lig 2013/14.
| Datum            |                         | Ergebnis                    |                            |
| ---------------- | ----------------------- | --------------------------- | -------------------------- |
| 11.09. 14:00 Uhr | Beylerbeyi SK           | 2:1 (1:1)                   | Anadolu Üsküdar 1908 SK    |
| 11.09. 14:00 Uhr | Tuzlaspor               | 1:2 n. V. (1:1, 0:1)        | Localtime Fatih Karagümrük |
| 11.09. 14:00 Uhr | Sancaktepe Belediyespor | 1:2 (1:2)                   | İstanbulspor               |
| 11.09. 14:00 Uhr | Istanbul Çıksalınspor   | 2:1 (1:1)                   | Maltepespor                |
| 11.09. 14:00 Uhr | Ümraniyespor            | 0:1 (0:1)                   | Silivrispor                |
| 11.09. 14:00 Uhr | Darıca Gençlerbirliği   | 1:1 n. V. (0:1) (3:5 i. E.) | Kocaelispor                |
| 11.09. 14:00 Uhr | Derince Belediyespor    | 2:0 (0:0)                   | Sakaryaspor                |
| 11.09. 14:00 Uhr | Bursa Nilüferspor       | 0:2 (0:2)                   | Orhangazispor              |
| 11.09. 14:00 Uhr | Ankara Demirspor        | 1:0 (1:0)                   | Ankara Şekerspor           |
| 11.09. 14:00 Uhr | Keçiörengücü            | 5:0 (1:0)                   | MKE Kırıkkalespor          |
| 11.09. 14:00 Uhr | Ankara Adliyespor       | 0:3 (0:1)                   | Hacettepe SK               |
| 11.09. 14:00 Uhr | Edirnespor Gençlik      | 3:0 (2:0)                   | Tekirdağspor               |
| 11.09. 14:00 Uhr | Beyköy Belediyespor     | 3:4 (2:1)                   | Gölcükspor                 |
| 11.09. 14:00 Uhr | Armutlu Belediyespor    | 0:1 (0:1)                   | Yeşil Bursa SK             |
| 11.09. 14:00 Uhr | Zonguldak Kömürspor     | 0:0 n. V. (3:4 i. E.)       | Bartinspor                 |
| 11.09. 14:00 Uhr | Tosya Belediyespor      | 3:2 (2:2)                   | Ayancık Belediyespor       |
| 11.09. 14:00 Uhr | Çorum Belediyespor      | 2:1 (0:1)                   | Ünyespor                   |
| 11.09. 14:00 Uhr | Merzifonspor            | 1:3 (1:1)                   | 1930 Bafraspor             |
| 11.09. 14:00 Uhr | Nevşehirspor Gençlik    | 2:1 n. V. (1:1, 0:0)        | Sivas 4 Eylül Belediyespor |
| 11.09. 14:00 Uhr | Yeşil Kırşehirspor      | 1:0 (1:0)                   | Yozgatspor                 |
| 11.09. 14:00 Uhr | 68 Yeni Aksarayspor     | 1:2 (0:1)                   | Niğde Belediyespor         |
| 11.09. 14:00 Uhr | Karaman Belediyespor    | 2:0 (0:0)                   | Kayseri Şekerspor          |
| 11.09. 14:00 Uhr | Trabzon Akçaabat FK     | 4:1 (1:1)                   | Arhavispor                 |
| 11.09. 14:00 Uhr | Düzyurtspor             | 1:2 (0:0)                   | Arsinspor                  |
| 11.09. 14:00 Uhr | Bayburt İl Özel İdare   | 2:0 (0:0)                   | Iğdir Gençlerbirliği       |
| 11.09. 14:00 Uhr | Göle Belediyespor       | 0:3 (0:1)                   | Erzurum BB                 |
| 11.09. 14:00 Uhr | Belediye Bingölspor     | 0:0 n. V. (0:3 i. E.)       | Elazığ Belediyespor        |
| 11.09. 14:00 Uhr | Cizre Basraspor         | 1:2 (0:1)                   | Tatvan Gençlerbirliği Spor |
| 11.09. 14:00 Uhr | Belediye Vanspor        | 1:0 (0:0)                   | Siirtspor                  |
| 11.09. 14:00 Uhr | Batman Petrolspor       | 3:0 (2:0)                   | Girmeli Belediyespor       |
| 11.09. 14:00 Uhr | Yeni Diyarbakırspor     | 4:1 (3:1)                   | Adıyamanspor               |
| 11.09. 15:00 Uhr | Kırıkhanspor            | 1:2 (1:1)                   | Kahramanmaraş BB           |
| 11.09. 15:00 Uhr | Osmaniyespor 2011       | 0:0 n. V. (4:2 i. E.)       | Payas Belediyespor         |
| 11.09. 15:00 Uhr | İspartaspor             | 0:5 (0:1)                   | Bucak Belediye Oğuzhanspor |
| 11.09. 15:00 Uhr | Uşak Sportif Gençlik    | 2:2 n. V. (6:5 i. E.)       | Denizli Belediyespor       |
| 11.09. 15:00 Uhr | Bergama Belediyespor    | 2:1 (2:1)                   | Balçova Belediyespor       |
| 11.09. 15:00 Uhr | Menemen Belediyespor    | 3:1 (1:0)                   | Ayvalıkgücü                |
| 11.09. 15:00 Uhr | Manavgat Evrensekispor  | 4:2 n. V. (2:2, 1:0)        | Tekirova Belediyespor      |
| 11.09. 15:00 Uhr | Kızılcabölükspor        | 1:0 n. V.                   | Elibol Sandıklıspor        |
| 12.09. 14:00 Uhr | Muş Ovasıspor           | 1:8 (0:2)                   | Refahiyespor               |

## 2. Hauptrunde
Zu den 40 Mannschaften, aus der 1. Hauptrunde, kamen 13 Vereine aus der Süper Lig und alle Mannschaften aus der PTT 1. Lig und der TFF 2. Lig hinzu. Die Auslosung für die 2. Hauptrunde hat am 17. September 2013 stattgefunden. Die Spiele wurden vom 24. bis 26. September und vom 1. bis 3. Oktober 2013 ausgetragen.
| Datum            |                            | Ergebnis                    |                            |
| ---------------- | -------------------------- | --------------------------- | -------------------------- |
| 24.09. 13:00 Uhr | 1461 Trabzon               | 2:0 (1:0)                   | Beylerbeyispor             |
| 24.09. 13:00 Uhr | Yeni Diyarbakırspor        | 0:0 n. V. (3:4 i. E.)       | Altay Izmir                |
| 24.09. 14:00 Uhr | Hacettepe SK               | 1:0 (1:0)                   | Yeni Malatyaspor           |
| 24.09. 14:00 Uhr | TKİ Tavşanlı Linyitspor    | 0:0 n. V. (6:5 i. E.)       | Dardanelspor               |
| 24.09. 14:00 Uhr | Orhangazispor              | 2:4 (1:1)                   | Akhisar Belediyespor       |
| 24.09. 14:00 Uhr | Kartalspor                 | 4:2 (3:1)                   | Erzincan Refahiyespor      |
| 24.09. 14:00 Uhr | Körfez FK                  | 1:2 n. V. (1:1, 0:0)        | MP Antalyaspor             |
| 24.09. 17:00 Uhr | Gaziantepspor              | 3:2 n. V. (2:2, 1:1)        | Çorum Belediyespor         |
| 24.09. 19.30 Uhr | Göztepe Izmir              | 2:2 n. V. (1:1) (5:6 i. E.) | Altınordu Izmir            |
| 24.09. 19.30 Uhr | KDÇ Karabükspor            | 6:0 (2:0)                   | Kocaelispor                |
| 25.09. 12:00 Uhr | Belediye Vanspor           | 2:0 (0:0)                   | Manisaspor                 |
| 25.09. 13:00 Uhr | Kahramanmaraşspor          | 3:0 (2:0)                   | Tosya Belediyespor         |
| 25.09. 13:00 Uhr | Şanlıurfaspor              | 0:1 (0:1)                   | Giresunspor                |
| 25.09. 13:00 Uhr | Erzurum BB                 | 2:2 n. V. (2:1) (4:5 i. E.) | Adanaspor                  |
| 25.09. 13:00 Uhr | Diyarbakır BB              | 1:1 n. V. (5:6 i. E.)       | İskenderun DÇ              |
| 25.09. 14:00 Uhr | Turgutluspor               | 2:0 (1:0)                   | Kırklarelispor             |
| 25.09. 14:00 Uhr | Tokatspor                  | 2:0 (0:0)                   | Uşak Sportif Gençlik       |
| 25.09. 14:00 Uhr | Menemen Belediyespor       | 0:1 n. V.                   | Nazilli Belediyespor       |
| 25.09. 14:00 Uhr | İnegölspor                 | 3:1 (1:1)                   | Nevşehirspor Gençlik       |
| 25.09. 14:00 Uhr | Bergama Belediyespor       | 2:1 (1:0)                   | Bugsaşspor                 |
| 25.09. 14:00 Uhr | Gaziosmanpaşaspor          | 0:1 (0:0)                   | Alanyaspor                 |
| 25.09. 14:00 Uhr | Derince Belediyespor       | 0:4 (0:1)                   | Anadolu Selçukluspor       |
| 25.09. 14:00 Uhr | MKE Ankaragücü             | 2:1 (1:1)                   | Karaman Belediyespor       |
| 25.09. 14:00 Uhr | Bayrampaşaspor             | 3:1 (0:1)                   | Yeşil Kırşehirspor         |
| 25.09. 14:00 Uhr | Kızılcahamamspor           | 0:1 (0:0)                   | Yeşil Bursa SK             |
| 25.09. 14:00 Uhr | Keçiörengücü               | 1:2 (0:1)                   | Bandırmaspor               |
| 25.09. 14:00 Uhr | Istanbul Güngörenspor      | 1:2 n. V. (0:0)             | Tarsus İdman Yurdu         |
| 25.09. 14:00 Uhr | Pendikspor                 | 1:0 (1:0)                   | Bayburt İl Özel İdare      |
| 25.09. 14:00 Uhr | Osmaniyespor               | 0:2 (0:1)                   | Hatayspor                  |
| 25.09. 14:00 Uhr | Tepecikspor                | 0:1 (0:1)                   | Silivrispor                |
| 25.09. 14:00 Uhr | Çankırıspor                | 1:0 (0:0)                   | Elazığ Belediyespor        |
| 25.09. 14:00 Uhr | Sarıyer SK                 | 1:2 (0:0)                   | Gençlerbirliği Ankara      |
| 25.09. 17:00 Uhr | Kayseri Erciyesspor        | 2:0 (2:0)                   | Edirnespor Gençlik         |
| 25.09. 17:00 Uhr | Karşıyaka SK               | 2:1 (1:0)                   | Ofspor                     |
| 25.09. 17:00 Uhr | Boluspor                   | 3:2 n. V.                   | Batman Petrolspor          |
| 25.09. 19.30 Uhr | Fethiyespor                | 3:1 (0:0)                   | Kızılcabölükspor           |
| 25.09. 19.30 Uhr | SB Elazığspor              | 2:0 (1:0)                   | Ankara Demirspor           |
| 25.09. 19.30 Uhr | Eskişehirspor              | 7:0 (1:0)                   | Çıksalınspor               |
| 26.09. 13:00 Uhr | Trabzon Akçaabat FK        | 1:3 (1:0)                   | Gaziantep BB               |
| 26.09. 14:00 Uhr | Arsinspor                  | 0:3 (0:0)                   | Torku Konyaspor            |
| 26.09. 17:00 Uhr | Bucaspor                   | 1:0 (0:0)                   | Eyüpspor                   |
| 26.09. 19.30 Uhr | Kayserispor                | 2:1 (0:1)                   | Pazarspor                  |
| 01.10. 14:00 Uhr | İstanbulspor               | 0:1 (0:1)                   | Çaykur Rizespor            |
| 02.10. 12:00 Uhr | Tatvan Gençlerbirliği Spor | 3:1 (3:0)                   | Bozüyükspor                |
| 02.10. 12:00 Uhr | Kahramanmaraş BB           | 2:1 (0:0)                   | Ankaraspor                 |
| 02.10. 13:00 Uhr | Niğde Belediyespor         | 3:1 (1:1)                   | Mersin İdman Yurdu         |
| 02.10. 13:00 Uhr | Bartınspor                 | 1:7 (1:6)                   | Balıkesirspor              |
| 02.10. 13:00 Uhr | 1930 Bafraspor             | 0:1 (0:0)                   | Adana Demirspor            |
| 02.10. 13:00 Uhr | Denizlispor                | 1:2 (0:2)                   | Manavgat Evrensekispor     |
| 02.10. 14:00 Uhr | Gölcükspor                 | ?:? n. V. (4:5 i. E.)       | Orduspor                   |
| 02.10. 14:00 Uhr | Aydınspor 1923             | 3:2 n. V. (2:2)             | Samsunspor                 |
| 02.10. 14:00 Uhr | İstanbul BB                | 5:0 (3:0)                   | Gümüşhanespor              |
| 02.10. 17:00 Uhr | Sivasspor                  | 5:0 (1:0)                   | Bucak Belediye Oğuzhanspor |
| 03.10. 14:00 Uhr | Localtime Fatih Karagümrük | 2:3 (2:2)                   | Kasımpaşa Istanbul         |

## 3. Hauptrunde
Die Auslosung für die 3. Hauptrunde hat am 8. Oktober 2013 stattgefunden. Die Spiele wurden vom 29. bis 31. Oktober 2013 ausgetragen. Lediglich zwei Partien wurden am 6. November 2013 ausgetragen.
| Datum            |                            | Ergebnis              |                        |
| ---------------- | -------------------------- | --------------------- | ---------------------- |
| 29.10. 12:00 Uhr | 1461 Trabzon               | 2:1 (1:0)             | Altay Izmir            |
| 29.10. 13:00 Uhr | Çankırıspor                | 1:0 (1:0)             | Adanaspor              |
| 29.10. 17:00 Uhr | SB Elazığspor              | 3:1 (0:0)             | Pendikspor             |
| 29.10. 19.30 Uhr | Sivasspor                  | 3:1 n. V. (1:1, 0:0)  | MKE Ankaragücü         |
| 30.10. 12:00 Uhr | Tatvan Gençlerbirliği Spor | 0:1 (0:0)             | Istanbul BB            |
| 30.10. 12:00 Uhr | Belediye Vanspor           | 1:0 n. V.             | Karşıyaka SK           |
| 30.10. 13:00 Uhr | Niğde Belediyespor         | 1:2 (0:1)             | Adana Demirspor        |
| 30.10. 13:00 Uhr | Turgutluspor               | 2:3 (2:1)             | MP Antalyaspor         |
| 30.10. 13:00 Uhr | Tokatspor                  | 1:0 n. V.             | Boluspor               |
| 30.10. 13:00 Uhr | Anadolu Selçukluspor       | 0:2 (0:1)             | Balıkesirspor          |
| 30.10. 13:00 Uhr | İskenderun DÇ              | 0:0 n. V. (3:4 i. E.) | Tavşanlı Linyitspor    |
| 30.10. 13.30 Uhr | Bandırmaspor               | 3:0 n. V.             | Kahramanmaraşspor      |
| 30.10. 13.30 Uhr | Nazilli Belediyespor       | 1:0 (0:0)             | Orduspor               |
| 30.10. 13.30 Uhr | Kartalspor                 | 1:2 n. V. (0:0)       | Silivrispor            |
| 30.10. 14.30 Uhr | Kayseri Erciyesspor        | 2:1 (0:0)             | Giresunspor            |
| 30.10. 17:00 Uhr | Kardemir Karabükspor       | 3:2 (0:1)             | Manavgat Evrensekispor |
| 30.10. 17:00 Uhr | Akhisar Belediyespor       | 4:1 (3:0)             | Yeşil Bursa SK         |
| 30.10. 17:00 Uhr | Bucaspor                   | 1:0 n. V.             | Aydınspor 1923         |
| 30.10. 17:00 Uhr | Fethiyespor                | 2:1 n. V. (0:1, 1:1)  | Bayrampaşaspor         |
| 30.10. 17:00 Uhr | Çaykur Rizespor            | 0:0 n. V. (3:4 i. E.) | Tarsus İdman Yurdu     |
| 30.10. 17:00 Uhr | Gaziantep BB               | 6:5 (3:0)             | Altınordu Izmir        |
| 30.10. 19.30 Uhr | Eskişehirspor              | 2:0 (0:0)             | Alanyaspor             |
| 31.10. 13.30 Uhr | Bergama Belediyespor       | 1:2 (1:0)             | Gençlerbirliği Ankara  |
| 31.10. 17:00 Uhr | Kayserispor                | 2:0 (1:0)             | Kahramanmaraş BB       |
| 31.10. 19.30 Uhr | Gaziantepspor              | 1:0 n. V.             | Hatayspor              |
| 06.11. 12.30 Uhr | Hacettepe SK               | 3:2 (1:0)             | Torku Konyaspor        |
| 06.11. 13.30 Uhr | İnegölspor                 | 1:0 (0:0)             | Kasımpaşa Istanbul     |

## 4. Hauptrunde

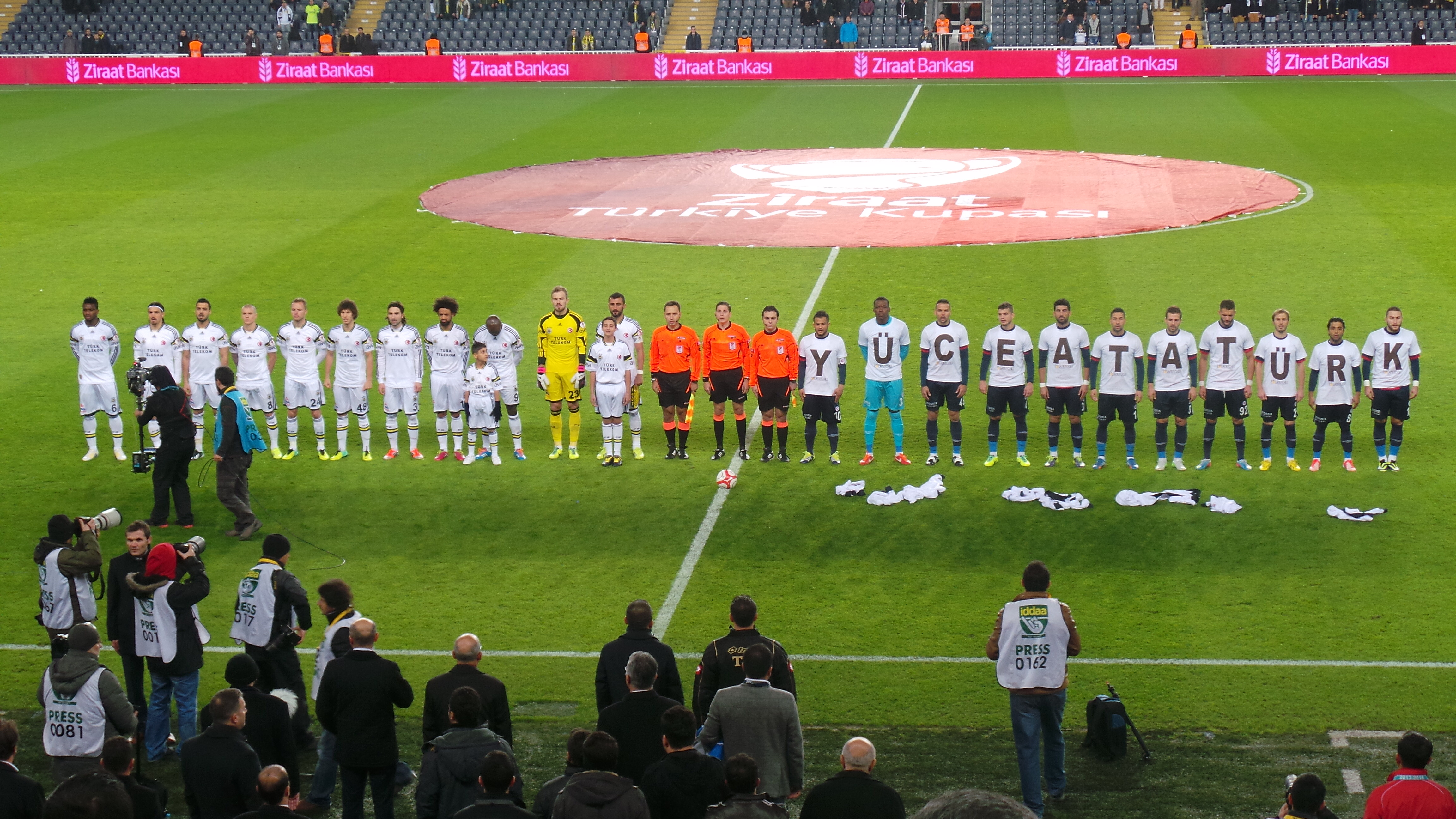
Fenerbahçe Istanbul – Fethiyespor vor dem Anpfiff

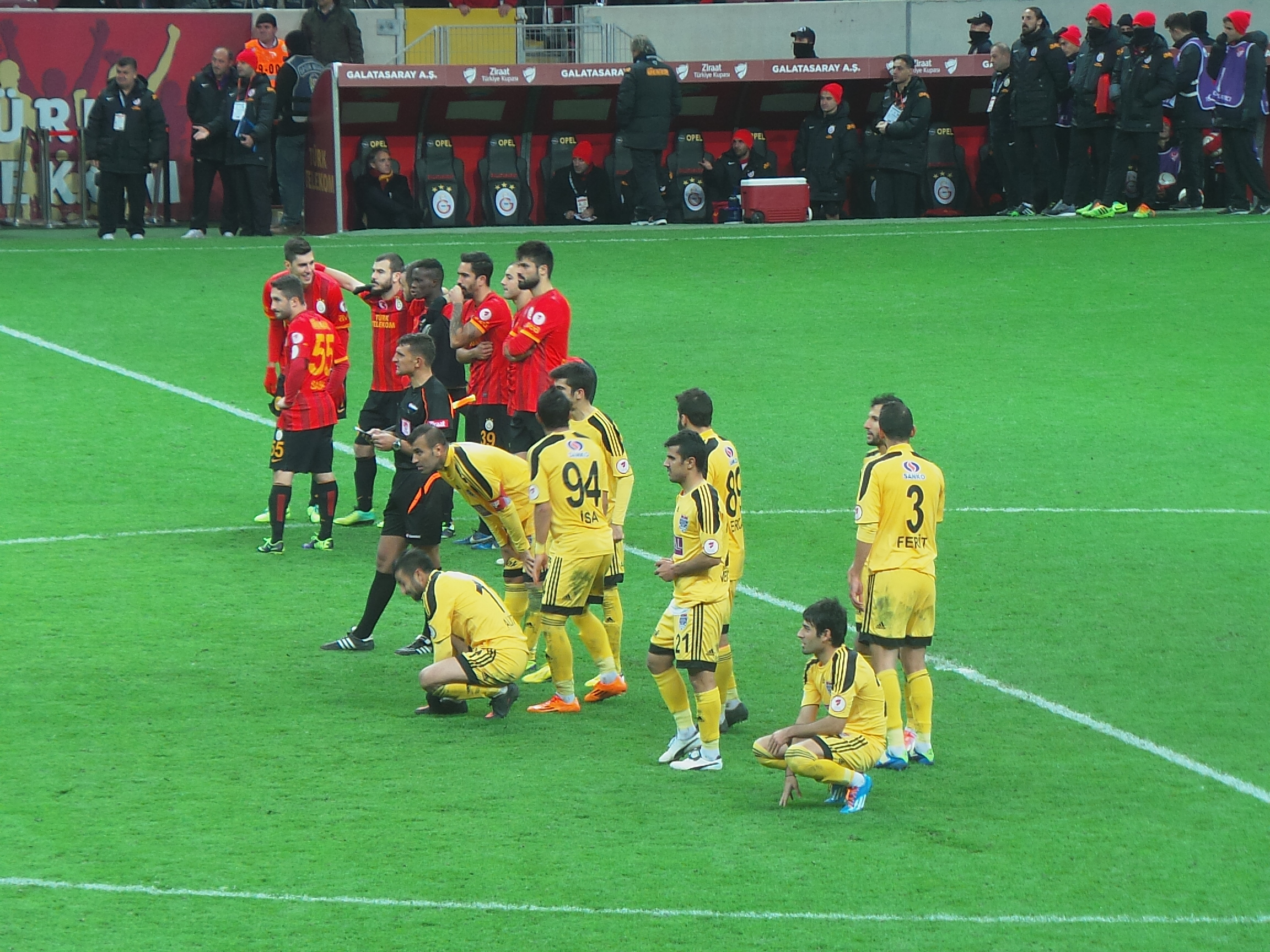
Galatasaray Istanbul – Gaziantep BB während des Elfmeterschießens

Die 4. Hauptrunde wurde vom 3. bis 5. Dezember 2013 ausgetragen. Die Auslosung für die 4. Hauptrunde fand am 11. November 2013 statt.
| Datum            |                          | Ergebnis                         |                        |
| ---------------- | ------------------------ | -------------------------------- | ---------------------- |
| 03.12. 12:00 Uhr | Bandırmaspor             | 0:2 (0:1)                        | Sanica Boru Elazığspor |
| 03.12. 18:00 Uhr | Galatasaray Istanbul     | 2:2 n. V. (2:2, 2:0) (6:5 i. E.) | Gaziantep BB           |
| 03.12. 19.30 Uhr | Medical Park Antalyaspor | 4:2 n. V. (2:2, 0:1)             | Çankırıspor            |
| 04.12. 12:00 Uhr | Tokatspor                | 1:0 (0:0)                        | Istanbul BB            |
| 04.12. 12:00 Uhr | Balıkesirspor            | 3:1 (3:1)                        | Trabzonspor            |
| 04.12. 12:00 Uhr | İnegölspor               | 3:2 (0:0)                        | Gaziantepspor          |
| 04.12. 12:00 Uhr | Tavşanlı Linyitspor      | 0:1 (0:1)                        | Akhisar Belediyespor   |
| 04.12. 16:00 Uhr | Sivasspor                | 1:0 (1:0)                        | Silivrispor            |
| 04.12. 17:00 Uhr | Gençlerbirliği Ankara    | 0:1 (0:0)                        | Nazilli Belediyespor   |
| 04.12. 18:00 Uhr | Fenerbahçe Istanbul      | 1:2 (1:0)                        | Fethiyespor            |
| 04.12. 20:00 Uhr | Adana Demirspor          | 1:2 (1:2)                        | Bursaspor              |
| 05.12. 12:00 Uhr | Tarsus İdman Yurdu       | 2:4 (2:2)                        | Kayseri Erciyesspor    |
| 05.12. 14.30 Uhr | Eskişehirspor            | 4:1 (3:0)                        | Belediye Vanspor       |
| 05.12. 17:00 Uhr | Kayserispor              | 1:0 (0:0)                        | 1461 Trabzon           |
| 05.12. 17:00 Uhr | Kardemir Karabükspor     | 3:1 (1:1)                        | Hacettepe SK           |
| 05.12. 19.30 Uhr | Bucaspor                 | 2:1 (1:0)                        | Beşiktaş Istanbul      |

## 5. Hauptrunde
Die Auslosung für die 5. Hauptrunde fand am 6. Dezember 2013 statt. Die Spiele wurden vom 17. bis 19. Dezember 2013 ausgetragen.
| Datum            |                      | Ergebnis                    |                          |
| ---------------- | -------------------- | --------------------------- | ------------------------ |
| 17.12. 18:00 Uhr | Kardemir Karabükspor | 1:1 n. V. (0:0) (3:5 i. E.) | Sanica Boru Elazığspor   |
| 18.12. 12:00 Uhr | Tokatspor            | 1:0 (1:0)                   | Kayserispor              |
| 18.12. 17.30 Uhr | Galatasaray Istanbul | 4:0 (1:0)                   | Balıkesirspor            |
| 18.12. 19.30 Uhr | Bucaspor             | 0:1 n. V.                   | Medical Park Antalyaspor |
| 19.12. 12:00 Uhr | Eskişehirspor        | 3:0 (0:0)                   | Fethiyespor              |
| 19.12. 14:00 Uhr | Sivasspor            | 2:1 n. V. (0:0)             | Nazilli Belediyespor     |
| 19.12. 16:00 Uhr | Kayseri Erciyesspor  | 0:1 (0:1)                   | Akhisar Belediyespor     |
| 19.12. 19:00 Uhr | Bursaspor            | 3:0 (0:0)                   | İnegölspor               |

## Gruppenphase
In der Gruppenphase treten die verbliebenen acht Mannschaften in 2 Gruppen à 4 Teams gegeneinander an. Mit jeweils Hin- und Rückspielen werden an sechs Spieltagen die jeweils zwei Gruppenbesten ermittelt, welche sich für das Halbfinale qualifizieren.

### Gruppe A
| Pl. | Verein               | Sp. | S | U | N | Tore    | Diff. | Punkte |
| --- | -------------------- | --- | - | - | - | ------- | ----- | ------ |
| 1.  | Bursaspor            | 6   | 4 | 1 | 1 | 011:400 | +7    | 13     |
| 2.  | Eskişehirspor        | 6   | 3 | 2 | 1 | 006:300 | +3    | 11     |
| 3.  | Akhisar Belediyespor | 6   | 2 | 1 | 3 | 005:100 | −5    | 07     |
| 4.  | Sivasspor            | 6   | 1 | 0 | 5 | 004:900 | −5    | 03     |

| 14. Januar 2014      |     |                      |                           |
| Bursaspor            | 2:1 | Sivasspor            | Bursa-Atatürk-Stadion     |
| Eskişehirspor        | 0:2 | Akhisar Belediyespor | Eskişehir-Atatürk-Stadion |
| 18. Januar 2014      |     |                      |                           |
| Akhisar Belediyespor | 0:0 | Bursaspor            | Manisa 19 Mayıs Stadı     |
| Sivasspor            | 0:2 | Eskişehirspor        | Sivas 4 Eylül Stadı       |
| 22. Januar 2014      |     |                      |                           |
| Sivasspor            | 2:1 | Akhisar Belediyespor | Sivas 4 Eylül Stadı       |
| Bursaspor            | 4:1 | Eskişehirspor        | Bursa-Atatürk-Stadion     |
| 29. Januar 2014      |     |                      |                           |
| Eskişehirspor        | 1:0 | Bursaspor            | Eskişehir-Atatürk-Stadion |
| 30. Januar 2014      |     |                      |                           |
| Akhisar Belediyespor | 1:0 | Sivasspor            | Manisa 19 Mayıs Stadı     |
| 5. Februar 2014      |     |                      |                           |
| Akhisar Belediyespor | 1:1 | Eskişehirspor        | Manisa 19 Mayıs Stadyumu  |
| 6. Februar 2014      |     |                      |                           |
| Sivasspor            | 1:2 | Bursaspor            | Sivas 4 Eylül Stadı       |
| 12. Februar 2014     |     |                      |                           |
| Bursaspor            | 3:0 | Akhisar Belediyespor | Bursa-Atatürk-Stadion     |
| Eskişehirspor        | 1:0 | Sivasspor            | Eskişehir-Atatürk-Stadion |

### Gruppe B
| Pl. | Verein                   | Sp. | S | U | N | Tore    | Diff. | Punkte |
| --- | ------------------------ | --- | - | - | - | ------- | ----- | ------ |
| 1.  | Medical Park Antalyaspor | 6   | 3 | 3 | 0 | 012:400 | +8    | 12     |
| 2.  | Galatasaray Istanbul     | 6   | 3 | 2 | 1 | 009:200 | +7    | 11     |
| 3.  | Sanica Boru Elazığspor   | 6   | 2 | 2 | 2 | 009:900 | ±0    | 08     |
| 4.  | Tokatspor                | 6   | 0 | 1 | 5 | 004:190 | −15   | 01     |

| 15. Januar 2014          |     |                          |                              |
| Sanica Boru Elazığspor   | 1:1 | Medical Park Antalyaspor | Elazığ-Atatürk-Stadion       |
| Galatasaray Istanbul     | 2:0 | Tokatspor                | Türk Telekom Arena           |
| 19. Januar 2014          |     |                          |                              |
| Tokatspor                | 2:2 | Sanica Boru Elazığspor   | Tokat Gaziosmanpaşa Stadı    |
| Medical Park Antalyaspor | 1:1 | Galatasaray Istanbul     | Akdeniz Üniversitesi-Stadion |
| 22. Januar 2014          |     |                          |                              |
| Medical Park Antalyaspor | 6:1 | Tokatspor                | Akdeniz Üniversitesi-Stadion |
| Sanica Boru Elazığspor   | 1:0 | Galatasaray Istanbul     | Elazığ-Atatürk-Stadion       |
| 29. Januar 2014          |     |                          |                              |
| Tokatspor                | 0:2 | Medical Park Antalyaspor | Tokat Gaziosmanpaşa Stadı    |
| Galatasaray Istanbul     | 3:0 | Sanica Boru Elazığspor   | Atatürk-Olympiastadion       |
| 5. Februar 2014          |     |                          |                              |
| Tokatspor                | 0:3 | Galatasaray Istanbul     | Tokat Gaziosmanpaşa Stadı    |
| Medical Park Antalyaspor | 2:1 | Sanica Boru Elazığspor   | Akdeniz Üniversitesi-Stadion |
| 12. Februar 2014         |     |                          |                              |
| Galatasaray Istanbul     | 0:0 | Medical Park Antalyaspor | Atatürk-Olympiastadion       |
| 13. Februar 2014         |     |                          |                              |
| Sanica Boru Elazığspor   | 4:1 | Tokatspor                | Elazığ-Atatürk-Stadion       |

## Halbfinale
Die beiden Gruppensieger traten gegen die beiden Gruppenzweiten der jeweils anderen Gruppe an. Die Hinspiele fanden am 25. & 26. März, die Rückspiele am 16. April 2014 statt.
|                      | Gesamt |                | Hinspiel | Rückspiel |
| -------------------- | ------ | -------------- | -------- | --------- |
| Galatasaray Istanbul | 7:4    | Bursaspor      | 2:2      | 5:2       |
| Eskişehirspor        | 3:2    | MP Antalyaspor | 0:1      | 3:1       |

## Finale
Das Endspiel zwischen Eskişehirspor und Galatasaray Istanbul fand am 7. Mai 2014 in Konya im Atatürk-Stadion statt.
| Paarung              | Eskişehirspor – Galatasaray Istanbul |
| Ergebnis             | 0:1 (0:0) |
| Datum                | 7. Mai 2014 um 19:00 Uhr |
| Stadion              | Atatürk-Stadion, Konya |
| Zuschauer            | 22.456 |
| Schiedsrichter       | Hüseyin Göçek (Istanbul) |
| Tore                 | 0:1 Wesley Sneijder (70.) |
| Eskişehirspor        | Ruud Boffin – Tarık Çamdal, Sezgin Coşkun , Jerry Akaminko, Kamil Ahmet Çörekçi – Hürriyet Gücer (79. Erman Kılıç), Raheem Lawal, Özgür Çek (46. Necati Ateş), Erkan Zengin – Cristóbal Jorquera – Diomansy Kamara Cheftrainer: Ertuğrul Sağlam |
| Galatasaray Istanbul | Fernando Muslera – Alex Telles, Hakan Balta, Aurélien Chedjou, Semih Kaya – Felipe Melo, Selçuk İnan, Wesley Sneijder, Yekta Kurtuluş (82. Hamit Altıntop), Sabri Sarıoğlu – Burak Yılmaz Cheftrainer: Roberto Mancini ( Italien)               |
| Gelbe Karten         | Sezgin Coşkun (54.), Jerry Akaminko (73.) – Wesley Sneijder (49.) |
| Besonderheiten       | Spieler des Spiels: Wesley Sneijder ( Niederlande) |

## Torschützenliste
Nachfolgend sind die besten Torschützen des türkischen Fußballpokals 2013/14 aufgeführt. Sie sind zunächst nach Anzahl ihrer Treffer, bei gleicher Torzahl alphabetisch nach Nachnamen sortiert.
| Rang | Spieler        | Verein                 | Tore |
| ---- | -------------- | ---------------------- | ---- |
| 1    | Hakan Arslan   | Sivasspor              | 6    |
| 2    | Henri Bienvenu | Eskişehirspor          | 5    |
| 4    | Mahmut Bektaş  | Bucak Bld. Oğuzhanspor | 3    |
| 4    | Lamine Diarra  | MP Antalyaspor         | 3    |
| 4    | Selçuk İnan    | Galatasaray Istanbul   | 3    |
| 4    | Noyan Öz       | SB Elazığspor          | 3    |
| 4    | Kenan Özer     | Akhisar Belediyespor   | 3    |
| 4    | Çağrı Tekin    | Bucaspor               | 3    |